# Prix d'architecture
Un prix d'architecture est une récompense accordée à un architecte pour un projet en particulier ou pour une carrière.
Les critères d'attribution s'axent généralement sur la qualité ou l'originalité du travail architectural. 
Certains prix, comme le Prix Pritzker ou l’Équerre d'Argent, sont considérés comme de véritables marques d'honneur et récompensent l'accomplissement d'une importante contribution au domaine de l'architecture.

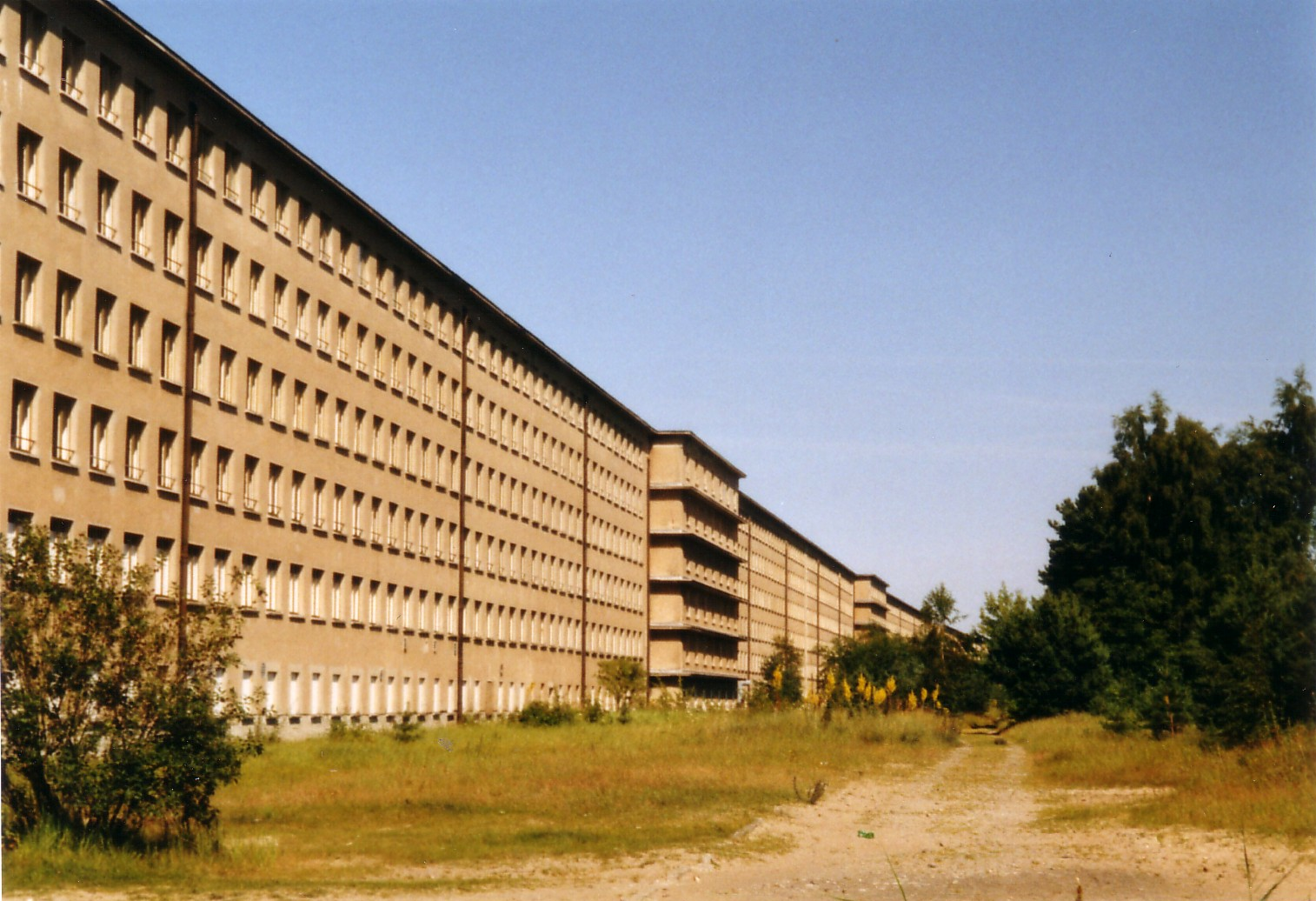
Vue depuis le front de mer sur le Prora, Allemagne nazie : Grand Prix de l’Architecture de Paris en 1937.

## Prix internationaux
- Prix Pritzker (100 000 $)
- Prix Driehaus (200 000 $)
- Prix Aga Khan d'architecture instauré par Karim Aga Khan en 1977 pour récompenser l'excellence en architecture dans les sociétés musulmanes. (Jean Nouvel et Architecture-Studio obtiennent ce prix en 1987 pour l'Institut du monde arabe)
- Prix Architectural Record
- Prix de l'Union internationale des architectes (U.I.A.)
- Global award for sustainable architecture (créé en 2006)
- Prix Vincent-Massey, pour l'aménagement urbain au Canada (créé en 1971)
- Richard Morris Hunt Prize (créé en 1990)

## Prix en Europe
- Prix de l'Union européenne pour l'architecture contemporaine Mies van der Rohe : Décerné tous les deux ans, il couronne la qualité architecturale d'une réalisation contemporaine (créé en 1987)[1].
- Prix européen d'architecture Philippe-Rotthier : Décerné tous les trois ans, il récompense un travail en Europe de reconstruction de la ville, tel que la mise en valeur d'un patrimoine architectural (créé en 1982)[2].
- EUROPAN : Récompense des architectes de moins de 40 ans lors d'une compétition biennale où il s'agit de présenter des projets d'habitations innovants sur différents sites en France et en Europe (créé en 1989).
- Prix européen de l'espace public urbain

## Prix nationaux
- Prix de Rome : née en France, cette appellation est aujourd'hui utilisée dans nombre de pays étrangers (Canada, États-Unis, Pays-Bas...)

En France, ce prix disparaît en 1968 sur une décision de André Malraux.
Il sera remplacé en 1977 par le Grand Prix d'Architecture de l'Académie des Beaux-Arts.

## Prix en France

### Prix nationaux
- Prix indépendants
  - Prix d’architectures 10+1 organisé par le magazine D'A qui distingue 10 réalisations + 1 qui reçoit le Grand Prix d'architectures
  - Prix de l'Équerre d'argent et son corollaire prix de la première œuvre
  - Grand Prix AFEX de l’architecture française dans le monde
  - Prix AMO
  - Les Défis Urbains[3] organisés par Innovapresse et le magazine Traits Urbains récompensent les réalisations en faveur d'une ville durable, inclusive, accessible, partagée, innovante, connectée, équilibrée, confortable et économe
  - Prix des femmes architectes (carrière, jeune architecte et œuvre originale)
  - Trophées Eiffel d'architecture acier organisé par ConstruirAcier et récompensant les constructions acier (anciennement Prix des Plus beaux ouvrages de construction métallique)
  - Trophées Séquences Bois organisés par le magazine Séquences Bois, qui met en lumière la qualité architecturale et l'engagement de la démarche écologique et sociale.
- Prix institutionnel
  - Grand prix national de l'architecture
  - Grand prix de l'urbanisme
  - Grand prix national du paysage
  - Prix des Albums des jeunes architectes et paysagistes

### Prix académiques
- Prix de l'Académie d'Architecture
  - Médaille d’or
  - Médaille d'honneur
  - Médaille de l'urbanisme
  - et 13 autres prix
- Grand prix d'architecture de l'Académie des beaux-arts
  - Premier prix : prix Charles-Abella
  - Deuxième prix : prix André Arfvidson
  - Troisième prix : prix Paul Arfvidson
  - Premier, deuxième ou troisième prix honorifique
  - Mention honorable
  - Prix de la fondation Guillaume Tronchet (prix de dessin)

### Prix régionaux
- Prix Chambiges : Prix de l'architecture de l'Oise
- Prix Architecture Bretagne

## Prix en Belgique
- Le Brussels Architecture Prize: Initié en 2021 par la Région de Bruxelles Capitale et co-produit par Urban.Brussels et A+ Architecture in Belgium, le Brussels Architecture Prize met à l’honneur Bruxelles et ses architectes. Il·elle·s font de cette ville ce qu’elle est aujourd’hui et génèrent des projets innovants, devenus sources d’inspiration au-delà des frontières de la Région. Ce prix bisannuel a été remis pour la première fois en 2021 et a récompensé 7 projets et bureaux d’architectes.
- Prix Godecharle
- Prix d'Architecture Bruxelles Horta : Récompense tous les deux ans, depuis 1996, des œuvres architecturales remarquables réalisées sur le territoire de la Ville de Bruxelles. Le concours favorise les projets s'intégrant avec l'environnement et innovant. Depuis 2008, s'ajoute aux deux prix principaux (1er et second) un prix du public. Les lauréats se répartissent un montant global de 5 000 euros[4].
- Prix Belge pour l'Architecture & l’Énergie : Décerné chaque année à des réalisations architecturales situées en Belgique, récompensant aussi bien les nouvelles constructions que les rénovations[5],[6].
- Grand Prix d'Architecture de Wallonie : Décerné par l'Union Wallonne des Architectes (U.W.A.) tous les deux ans, à l'occasion de la Biennale d'Architecture de Wallonie. Il est destiné à tous les architectes belges qui ont construit une ou plusieurs réalisations architecturales et/ou énergétiquement performantes en Wallonie durant les dix dernières années. Il se répartit en 4 catégories : Logement individuel et collectif, Équipements collectifs, Lieux de travail, Espaces extérieurs architecturés (créé en 2010)[7],[8],[9].
- Prix d’Architecture Contemporaine de la Commune d’Uccle : Organisé tous les deux ans, à l’initiative du Collège des Bourgmestre et Échevins, il récompense l'élaboration d'une construction contemporaine participant à un certain cadre de vie de qualité sur le territoire de la commune d’Uccle[10].

## Prix au Luxembourg
- Prix d'architecture durable de la Province du Luxembourg : Décerné tous les ans par la Province du Luxembourg, il couronne des réalisations architecturales qui s'axent sur la performance énergétique. Il se divise en trois catégories : Bâtiments communaux, bâtiments privés et mention énergie[11].